# Oldmeldrum
Oldmeldrum o anche Old Meldrum, chiamata comunemente solo Meldrum (in gaelico scozzese: Meall Druim); 0,97 km²; 2000 ab. circa), è una cittadina con status di burgh della Scozia nord-orientale, facente parte dell'area amministrativa dell'Aberdeenshire.
Nota per la produzione di orzo, è soprannominata per questo motivo "il granaio di Aberdeen".

## Etimologia
Il termine in gaelico scozzese Meall Druim deriva da una parola della lingua dei Pitti che significa "ruscello sul pendio di una collina".

## Geografia fisica

### Collocazione
Oldmeldrum si trova tra Huntly ed Ellon (rispettivamente a sud-est della prima e ad ovest della seconda), a circa 5 miglia a nord/nord-est di Inverurie e a circa 17 miglia a nord-ovest di Aberdeen.

## Società

### Evoluzione demografica
Al censimento del 2001, Oldmeldrum contava una popolazione pari a 2.003 abitanti, di cui il 50,77% era costituito da donne.

## Storia
Le origini della città sono probabilmente molto antiche.
Il giorno di Natale del 1307 vi soggiornò John Comyn, III signore di Buchan alla vigilia della Battaglia di Barra.
Nel 1607 la località divenne un burgh e la principale città di mercato della signoria di Garioch .

## Architettura
L'architettura cittadina si caratterizza per la prevalenza di edifici costruiti in pietra grigia.

### Edifici e luoghi d'interesse
- Municipio, realizzato nel 1877[4]
- Glen Garioch Distillery[4]

## Sport
La cittadina è la sede dell'Oldmeldrum Golf Club.